# Prignitzer Kuckuck Kickers
Die Prignitzer Kuckuck Kickers 2000 e. V. waren ein Fußballverein aus Sadenbeck, einem Ortsteil der brandenburgischen Stadt Pritzwalk. Der durch seine überdurchschnittlich große Anzahl brasilianischer Fußballspieler bekannte Verein war benannt nach Kuckuck, einem Dorf, das zu Sadenbeck gehört.

## Geschichte
Die christlich orientierten Kuckuck Kickers wurden im Jahr 2000 gegründet und schafften in den ersten Spielzeiten drei Aufstiege hintereinander. 2004 wurde mit Carlos Augustos de Oliveira der erste brasilianische Fußballspieler aufgenommen. In den nächsten Jahren erlangte der Verein überregionale Bekanntheit, da die meisten Wechsel von Fußballspielern aus dem südamerikanischen Land nach Deutschland in den Ort Pritzwalk erfolgten: Von 60 Spielern (2009) kamen 15 in die Prignitz. Bereits im Jahr 2008 waren elf Spieler dorthin gewechselt und auch im Jahr 2010 wurde diese deutschlandinterne Spitzenposition gehalten. In allen übrigen Vereinen der Brandenburg-Liga spielten zusammengenommen damals lediglich fünf Brasilianer, in der Fußball-Bundesliga der Saison 2009/10 im Schnitt zwei je Verein, wobei Hertha BSC fünf im Kader hatte. Die Mannschaftsaufstellungen der Kuckuck Kickers bestanden damit zum großen Teil aus Brasilianern, und der Verein konnte auf diese Weise mit geringem Aufwand Spieler halten, die denselben Leistungsstand hatten wie deutsche Spieler, wobei den Akteuren ein Taschengeld gezahlt wurde. Das Umfeld war derart gestaltet, dass die Fußballspieler sich nicht um eine Unterkunft kümmern mussten und zudem über eine Sauna, ein Fitnessstudio, Telefon, Fernsehen oder Internet verfügen konnten. Auch die Beiträge zur Krankenkasse sowie ein Heimflug nach Brasilien über Weihnachten wurden gezahlt.
Die Mannschaft hatte bei Begegnungen mit Anfeindungen seitens gegnerischer Fans und Spieler zu kämpfen, der Verein wurde als „traditionslos“ bezeichnet. So gab es bereits 2009 Überlegungen, keine Spiele mehr auszutragen. Am 24. Januar 2011 wurde der Spielbetrieb schließlich eingestellt, da von Vereinsseite Zweifel bestanden, das Niveau der sechsten Spielklasse halten zu können. Einige Spieler wurden von Nachbarvereinen übernommen, u. a. vom MSV Neuruppin.

## Sportplatz
Der Sportplatz Kuckuck (auch Sportplatz Auf Kuckuck) bietet 2000 Zuschauern Platz und befindet sich mit der Anschrift Kuckuckstr. 6 im Pritzwalker Ortsteil Sadenbeck. Dort war auch der Verein ansässig.

## Saisonbilanzen
- Saison: Nennt die Spielzeit und verlinkt auf die jeweilige Bundesligasaison.
- Liga: Nennt den Namen der Liga, in der sich der Verein in der Saison befand, und verlinkt auf sie, falls es einen eigenen Artikel oder Abschnitt gibt.
- Level: Nennt in römischen Zahlen die Spielklasse der Liga; I steht für erstklassig, II für zweitklassig, III für drittklassig, IV für viertklassig usw.
- Platz: Nennt den Tabellenplatz, auf dem der Verein die Saison beendete.
- S, U und N: Nennt die Anzahl an Siegen, Unentschieden und Niederlagen, die in der Saison in der Liga erreicht wurden.
- Tore: Nennt die Anzahl der geschossenen Tore und der Gegentore.
- Punkte: Nennt die Anzahl der Punkte, die der Verein in der Saison erspielte.
- Zuschauer: Nennt den Liga-Zuschauerschnitt des Vereins in der Saison.
- Bemerkungen: Nennt Besonderheiten der Saison.

So in der Tabelle, die alle elf Spielzeiten des Vereins auflistet, Angaben fehlen, sind diese nicht bekannt.
Quellen: .
| Saison  | Liga                        | Level | Platz | S   | U   | N    | Tore     | Punkte | Zuschauer | Bemerkungen                                                |
| ------- | --------------------------- | ----- | ----- | --- | --- | ---- | -------- | ------ | --------- | ---------------------------------------------------------- |
| 2000/01 | 2. Kreisklasse              | X     | 1.    |     |     |      |          |        |           |                                                            |
| 2001/02 | 1. Kreisklasse, Staffel 1   | IX    | 1.    | 26  | 0   | 0    | 158:13   | 78     |           |                                                            |
| 2002/03 | Kreisliga Prignitz          | VIII  | 1.    | 22  | 2   | 2    | 114:23   | 68     |           |                                                            |
| 2003/04 | Landesklasse Staffel West   | VII   | 11.   | 10  | 8   | 12   | 060:57   | 38     |           |                                                            |
| 2004/05 | Landesklasse Staffel West   | VII   | 2.    | 18  | 5   | 7    | 097:41   | 59     | 155       | Torschützenkönig Carlos Augustos de Oliveira               |
| 2005/06 | Landesklasse Staffel West   | VII   | 1.    | 27  | 0   | 3    | 129:40   | 81     |           |                                                            |
| 2006/07 | Landesliga Brandenburg/Nord | VI    | 1.    | 22  | 7   | 1    | 096:41   | 73     |           |                                                            |
| 2007/08 | Brandenburg-Liga            | V     | 15.   | 9   | 3   | 18   | 059:89   | 30     |           | Abstieg durch Ligareform                                   |
| 2008/09 | Brandenburg-Liga            | VI    | 6.    | 12  | 8   | 10   | 045:34   | 44     |           |                                                            |
| 2009/10 | Brandenburg-Liga            | VI    | 11.   | 10  | 6   | 14   | 044:46   | 36     |           |                                                            |
| 2010/11 | Brandenburg-Liga            | VI    | (16.) | (0) | (3) | (10) | 0(13:29) | (3)    |           | Nach 13 Spielen zurückgezogen und aus der Wertung genommen |

## Auszeichnung
- Förderpreis Fantasie des Glaubens der Arbeitsgemeinschaft Missionarische Dienste: 2. Platz (2002)[25]